# Toni Sala i Isern
Toni Sala Isern (Sant Feliu de Guíxols, Baix Empordà, 1969) és un escriptor i professor de literatura catalana.

## Biografia
Va néixer el 2 d'abril de 1969 a la ciutat de Sant Feliu de Guíxols, població situada a la comarca del Baix Empordà. Va estudiar Filologia Catalana a la Universitat de Girona i actualment és professor de la Universitat Pompeu Fabra i dirigeix diversos grups de lectura en biblioteques.
Com a escriptor es va donar a conèixer amb Entomologia (1997), el seu primer llibre i amb el qual va guanyar el Premi Documenta. Amb Bones notícies (2001) va proposar una mirada torbadora sobre les intimitats de la vida en parella. Crònica d'un professor de secundària mostra el món de l'ensenyament des de dins (2001), va suscitar una certa polèmica i és el llibre que el va donar a conèixer al gran públic. Amb Goril·la blanc (2002) es va introduir en el gènere de l'autobiografia, narrant en primera persona les memòries de Floquet de Neu, el goril·la albí. En Un relat de la nova immigració africana (2003) va narrar les aventures d'un gambià a Catalunya. D'aquesta obra Sala en va fer una versió per al públic juvenil l'any 2013 amb el títol Agi,un Gambià a Catalunya. Per la novel·la Rodalies va obtenir el Premi Sant Joan de literatura catalana l'any 2004 i el Premi Nacional de Literatura concedit per la Generalitat de Catalunya (2005). Quatre dies a l'Àfrica (2005) és el relat d'un viatge a Guinea Equatorial. El seu llibre, Comelade, Casasses, Perejaume (2006) és un retrat d'aquests tres artistes i un homenatge a aquests. Autoestop. Viatges per la Catalunya d'ara (2007) és un retrat dels paisatges de Catalunya contemporànea. Marina (2010), és una novel·la que ens submergeix als records i vivències d'un home que retorna al seu poble natal. Notes sobre literatura (2012) és un recull d'escrits sobre autors cabdals de la literatura catalana. Aquell mateix any s'edita Provisionalitat, un llibre que inclou dos relats breus: "El cotxe" i "Provisionalitat". El 2014 publica Els nois, on la mort de dos nois en un accident de trànsit és el punt de partida de la narració, novel·la guardonada amb el Premi de la Crítica de narrativa catalana com a millor obra de narrativa en llengua catalana publicada al llarg de l'any.
Ha col·laborat al diari El Punt Avui, Ara Comarques Gironines, al Diari Maresme i al Núvol; també ha escrit ocasionalment per L'Avenç, La Vanguardia i pel setmanari guixolenc Àncora.
Des de 2014 forma part del projecte De Capçalera, que té l'objectiu de potenciar el vincle existent entre els escriptors catalans (amb un prestigi i una trajectòria consolidats) i les biblioteques públiques catalanes per tal d'establir col·laboracions més estretes entre ambdós. Sala es vincula a la Biblioteca Pública Octavi Viader i Margarit, de la seva ciutat natal, Sant Feliu de Guíxols.

## Obra publicada

### Narrativa
- 1997 — Entomologia. Barcelona: Edicions 62.
- 1998 — Pere Marín. Barcelona: Edicions 62.
- 2001 — Bones notícies. Barcelona: Edicions 62.
- 2001 — Petita crònica d'un professor a secundària. Barcelona: Edicions 62.
- 2003 — Goril·la blanc. Barcelona: Edicions 62.
- 2004 — Un relat de la nova immigració africana. Barcelona: Edicions 62.
- 2004 — Rodalies. Barcelona: Edicions 62.
- 2005 — Quatre dies a l'Àfrica. Barcelona: Edicions 62.
- 2006 — Comelade, Casasses, Perejaume. Barcelona: Edicions 62.
- 2007 — Autoestop. Viatges per la Catalunya d'ara. Barcelona: Edicions 62.
- 2010 — Marina. Barcelona: Edicions 62.
- 2012 — Notes sobre literatura. Barcelona, Empúries.
- 2012 — Provisionalitat. Barcelona: Empúries.[3]
- 2013 — Agi, un gambià a Catalunya. Barcelona: Estrella Polar.
- 2014 — Els nois. Barcelona: L'Altra Editorial.[4] ISBN 9788494216015
- 2019 — Persecució. Barcelona: L'Altra Editorial.[5] ISBN 9788494911040
- 2021 — Una família. L'Altra Editorial.[6]

### Assaig
- 2006 — Solitud, de Víctor Català. Barcelona: Edicions 62.
- 2007 — Josafat, de Prudenci Bertrana. Barcelona: Edicions 62.
- 2008 — L'escanyapobres, de Narcís Oller. Barcelona: Edicions 62.
- 2009 — La casa sota la sorra, de Joaquim Carbó. Barcelona: Educaula.[3]
- 2011 — Narracions, de Joaquim Ruyra, Barcelona: La Butxaca.
- 2012 — Notes sobre literatura. Barcelona: Editorial Empúries.
- 2013 — Tirant lo Blanc. Episodis amorosos, de Joanot Martorell. Barcelona: Educaula.
- 2013 — Narracions, de Salvador Espriu. Barcelona: Educaula.
- 2013 — Dotze homenots, de Josep Pla. Barcelona: Labutxaca.[7]
- 2014 — Demà a les tres de la matinada, de Pere Calders. Barcelona: Educaula.
- 2014 — El cas Pujol. Reflexions sobre el terreny. L'Altra Editorial.
- 2024 — Tradició i creació i altres notes sobre literatura. L'Altra Editorial.

### Adaptacions
- 2009 — Els tres mosqueters, d'Alexandre Dumas. Barcelona: Educaula, ISBN 9788492672134.

### Col·laboracions
- 2010 — Solc 9. Barcelona: Educaula.[cal citació]

## Premis i reconeixements
- 1996 — Premi Documenta de narrativa per Entomologia.[8]
- 2004 — Premi Sant Joan de narrativa per Rodalies.[3]
- 2005 — Premi Nacional de Literatura concedit per la Generalitat de Catalunya.[9]
- 2015 — Premi Ciutat de Barcelona de literatura en llengua catalana per El cas Pujol.[10]
- 2015 — Premi de la Crítica de narrativa catalana per Els nois.[11]
- 2019 — Premi Joan Crexells de narrativa per Persecució.[12]